# Strävklöver
Strävklöver (Trifolium scabrum) är en ärtväxtart som beskrevs av Carl von Linné. Enligt Catalogue of Life och Dyntaxa ingår Strävklöver i släktet klövrar och familjen ärtväxter. IUCN kategoriserar arten globalt som livskraftig. Arten förekommer tillfälligt i Sverige, men reproducerar sig inte. Inga underarter finns listade i Catalogue of Life.

## Bildgalleri

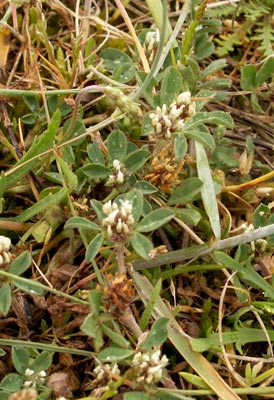
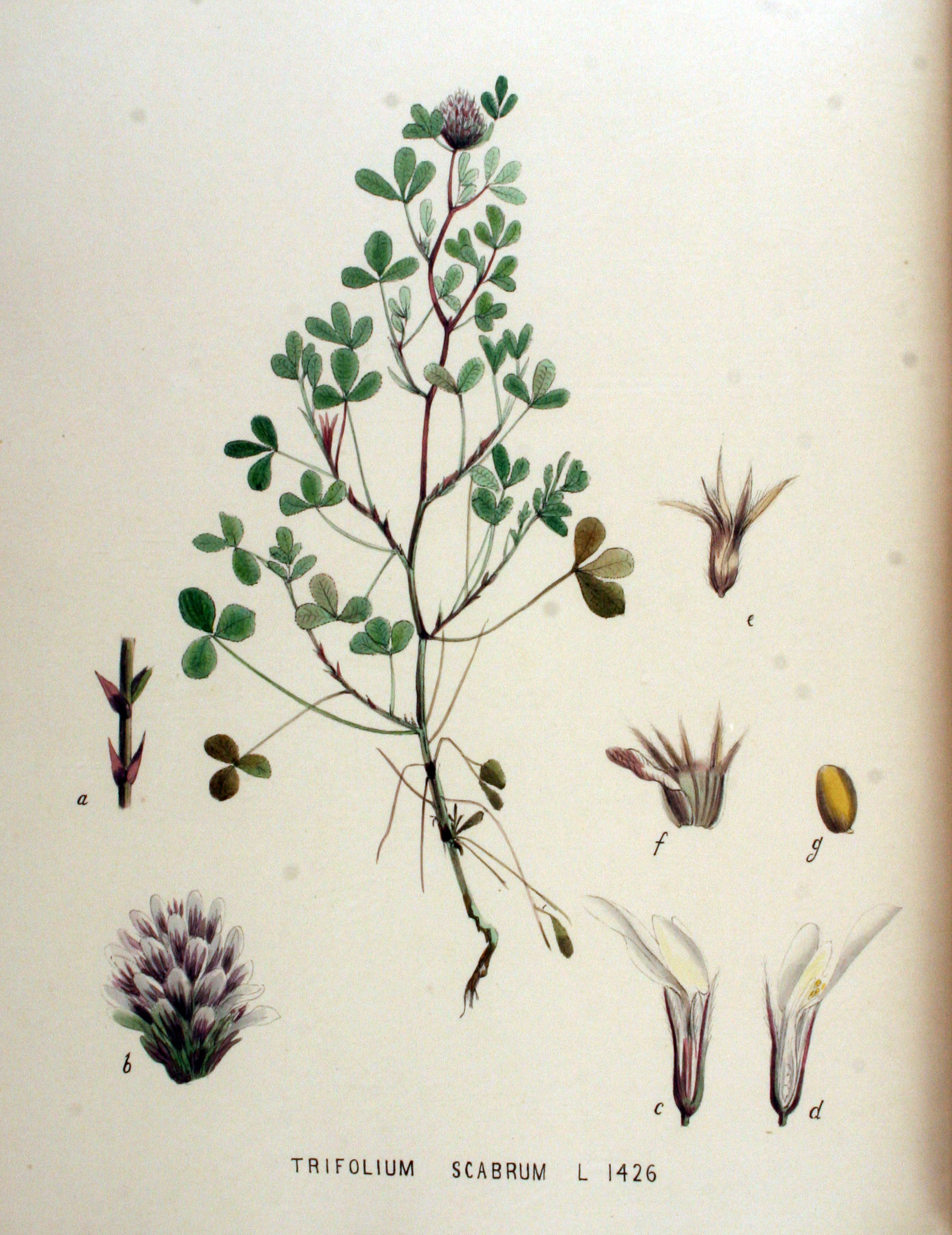